# Вигівський В'ячеслав Анатолійович
В'ячесла́в Анато́лійович Вигі́вський (Виговський) — підполковник медичної служби Збройних сил України.

## З життєпису
Брав участь у миротворчій місії ООН, начальник урологічного відділення військової частини А-1065 (Житомирський військовий шпиталь). Лікар-уролог.

## Нагороди
За особисту мужність і героїзм, виявлені у захисті державного суверенітету та територіальної цілісності України, вірність військовій присязі під час бойових дій та при виконанні службових обов'язків, відзначений — нагороджений
- 3 листопада 2015 року — орденом Богдана Хмельницького III ступеня.
- Заслужений лікар України[1]